# Geraint Stanley Jones
Geraint Stanley Jones (26. dubna 1936 – 25. srpna 2015) byl velšský televizní ředitel. Narodil se v jihovelšském městě Pontypridd. V letech 1981 až 1989 pracoval jako kontrolor v BBC Wales. V letech 1989 až 1994 stál v čele velšskojazyčné televize S4C. Rovněž byl viceprezidentem školy Royal Welsh College of Music & Drama a byl členem správních rad Welsh National Opera a Wales Millennium Centre. Roku 1993 mu byl udělen Řád britského impéria. Zemřel roku 2015 ve věku 79 let.